# ماري غوثير
ماري غوثير (بالإنجليزية: Mary Gauthier) (و. 1962  م) هي مغنية مؤلفة، ومغنية، وموسيقية، وكاتبة غنائية، وملحنة أمريكية، ولدت في نيو أورلينز، تستخدم آلات قيثارة.

## روابط خارجية
- ماري غوثير على موقع ميوزك برينز (الإنجليزية)
- ماري غوثير على موقع أول ميوزيك (الإنجليزية)
- ماري غوثير على موقع ديسكوغز (الإنجليزية)